# لویز آبرام
لویز آبرام (انگلیسی: Luis Abram؛ زادهٔ ۲۷ فوریهٔ ۱۹۹۶) بازیکن فوتبال اهل پرو است.
از باشگاه‌هایی که در آن بازی کرده‌است می‌توان به تیم ملی فوتبال پرو و باشگاه فوتبال ولز سارسفیلد اشاره کرد.
وی همچنین در تیم‌های ملی فوتبال Peru U18 Peru U20 Peru بازی کرده‌است.